# Réserve nationale de faune de Sand Pond
La réserve nationale de faune de Sand Pond (anglais : Sand Pond National Wildlife Area) est une réserve nationale de faune du Canada située en Nouvelle-Écosse.